# Dirka po Španiji 1967
Dirka po Španiji 1967 (špansko Vuelta a España 1967) je 22. izvedba dirke po Španiji, tritedenske moške cestne kolesarske etapne dirke. Začela se je 27. aprila v Vigu in končala 14. maja v Bilbau. Sodelovalo je 110 kolesarjev iz 11-ih ekip. Rumeno majico je prvič osvojil Jan Janssen, drugo mesto Jean-Pierre Ducasse (oba Pelforth–Sauvage–Lejeune), tretje pa Aurelio González Puente (Kas–Kaskol). Modro majico je osvojil Jan Janssen, zeleno majico Mariano Díaz, rdečo majico pa José Manuel López Rodríguez (oba Fagor).

## Ekipe
- Bic–Hutchinson
- Fagor
- Ferrys
- Karpy
- Kas–Kaskol
- Mercier–BP–Hutchinson
- Pelforth–Sauvage–Lejeune
- Peugeot–BP–Michelin
- Roméo–Smith's
- Televizier–Batavus
- Vittadello

## Etape
| Etapa | Datum      | Štart/Cilj                   | Razdalja  | Tip       | Tip                  | Zmagovalec                |
| ----- | ---------- | ---------------------------- | --------- | --------- | -------------------- | ------------------------- |
| 1a    | 27.. april | Vigo – O Baixo Miño          | 110 km    |           |                      | Guido Reybrouck (BEL)     |
| 1b    | 27.. april | Vigo – Vigo                  | 4,1 km    |           | posamični kronometer | Jan Janssen (NED)         |
| 2     | 28.. april | Pontevedra – Ourense         | 186 km    |           |                      | Domingo Perurena (ESP)    |
| 3     | 29.. april | Ourense – Astorga            | 230 km    |           |                      | Ramón Sáez (ESP)          |
| 4     | 30.. april | Astorga – Salamanca          | 201 km    |           |                      | Ramón Sáez (ESP)          |
| 5     | 1. maj     | Salamanca – Madrid           | 201 km    |           |                      | Tom Simpson (GBR)         |
| 6     | 2. maj     | Albacete – Benidorm          | 212 km    |           |                      | Evert Dolman (NED)        |
| 7     | 3. maj     | Benidorm – Valencija         | 148 km    |           |                      | Gerben Karstens (NED)     |
| 8     | 4. maj     | Valencija – Vinaròs          | 145 km    |           |                      | Gilbert Bellone (FRA)     |
| 9     | 5. maj     | Vinaròs – Sitges             | 172 km    |           |                      | Jan Lauwers (BEL)         |
| 10a   | 6. maj     | Sitges – Barcelona           | 39 km     |           |                      | Jan Harings (NED)         |
| 10b   | 6. maj     | Barcelona – Barcelona        | 45.4 km   |           |                      | Gerben Karstens (NED)     |
| 11    | 7. maj     | Barcelona – Andorra la Vella | 241 km    |           |                      | Mariano Díaz (ESP)        |
| 12    | 8. maj     | Andorra la Vella – Lleida    | 158 km    |           |                      | Henk Nijdam (NED)         |
| 13    | 9. maj     | Lleida – Zaragoza            | 182 km    |           |                      | Ángel Ibáñez (ESP)        |
| 14    | 10. maj    | Zaragoza – Pamplona          | 193 km    |           |                      | Jos van der Vleuten (NED) |
| 15a   | 11. maj    | Pamplona – Logroño           | 92 km     |           |                      | Rolf Wolfshohl (FRG)      |
| 15b   | 11. maj    | Laguardia – Vitoria          | 44 km     |           | posamični kronometer | Raymond Poulidor (FRA)    |
| 16    | 12. maj    | Vitoria – San Sebastián      | 139 km    |           |                      | Tom Simpson (GBR)         |
| 17    | 13. maj    | Villabona – Zarautz          | 28 km     |           | posamični kronometer | Gerben Karstens (NED)     |
| 18    | 14. maj    | Zarautz – Bilbao             | 175 km    |           |                      | Gerben Karstens (NED)     |
|       | Skupaj     | Skupaj                       | 2940,5 km | 2940,5 km | 2940,5 km            | 2940,5 km                 |

## Končna razvrstitev
| Legenda | Legenda                                    | Legenda | Legenda                          |
| ------- | ------------------------------------------ | ------- | -------------------------------- |
|         | Predstavlja vodilnega v skupnem seštevku   |         | Predstavlja vodilnega po točkah  |
|         | Predstavlja vodilnega v gorski razvrstitvi |         | Predstavlja vodilnega v šprintih |

### Rumena majica
| Poz. | Kolesar                 | Ekipa                    | Čas         |
| ---- | ----------------------- | ------------------------ | ----------- |
| 1    | Jan Janssen             | Pelforth–Sauvage–Lejeune | 76h 38' 04" |
| 2    | Jean-Pierre Ducasse     | Pelforth–Sauvage–Lejeune | + 1' 43"    |
| 3    | Aurelio González Puente | Kas–Kaskol               | + 1' 45"    |
| 4    | Luis Otaño Arcelus      | Fagor                    | + 2' 39"    |
| 5    | Cees Haast              | Televizier–Batavus       | + 3' 20"    |
| 6    | José Manuel Lopez       | Fagor                    | + 3' 41"    |
| 7    | Gregorio San Miguel     | Kas–Kaskol               | + 4' 19"    |
| 8    | Raymond Poulidor        | Mercier–BP–Hutchinson    | + 4' 20"    |
| 9    | Mariano Diaz            | Fagor                    | + 5' 54"    |
| 10   | José Pérez Francés      | Kas–Kaskol               | + 6' 04"    |
| 11   | Angelino Soler          | Karpy                    |             |
| 12   | José Antonio Pontón     | Ferrys                   |             |
| 13   | Arie den Hartog         | Bic–Hutchinson           |             |
| 14   | Vicente Lopez           | Kas–Kaskol               |             |
| 15   | Rolf Wolfshohl          | Bic–Hutchinson           |             |
| 16   | Carlos Echeverría       | Kas–Kaskol               |             |
| 17   | Eusebio Vélez           | Kas–Kaskol               |             |
| 18   | Fernando Manzaneque     | Ferrys                   |             |
| 19   | Antonio Gómez del Moral | Kas–Kaskol               |             |
| 20   | Julio Jiménez Muñoz     | Bic–Hutchinson           |             |
| 21   | Ramón Mendiburu         | Fagor                    |             |
| 22   | Silvano Schiavon        | Vittadello               |             |
| 23   | José María Errandonea   | Fagor                    |             |
| 24   | Ginés García Perán      | Fagor                    |             |
| 25   | Aldo Moser              | Vittadello               |             |